# Immanuel Friedlaender
Karl Gottfried Immanuel Friedlaender (Berlino, 1871 – Zurigo, 1948) è stato un geologo tedesco.
Stabilitosi a Napoli nel 1902, vi fondò una stazione vulcanologica chiusa solo nel 1932. Nel 1929 pubblicò insieme a Giovanni Battista Alfano una Storia del Vesuvio illustrata dai documenti coevi.